# 周明帝
周明帝宇文毓（534年—560年5月30日），小字統萬突，代郡武川镇（今内蒙古自治区呼和浩特市武川县）人，南北朝时代北周的第一代皇帝、第二位天王，557年－560年在位。宇文泰庶长子。母亲是夫人姚氏。

## 生平
557年九月因唯一的嫡弟宇文觉被堂兄晋公宇文护所废而即天王位，559年，宇文毓改称皇帝，成为北周开国第一位皇帝。明帝明敏有识量，为宇文护所惮。武成二年（560年）夏四月，宇文护暗中命令李安在加糖的蒸饼中下毒，进献给周明帝，四月庚子（560年5月29日）周明帝病危，四月辛丑（560年5月30日）去世。临终前自知为宇文护所害，口述遗诏五百余字，称诸子年幼不堪大任，称赞异母弟鲁公宇文邕宽仁大度海内所闻，能昌大周朝的必是他，意即以宇文邕继位。宇文护也最终拥立宇文邕继位。

## 評價
後人普遍認同明帝是一位治国有方的明君，在位期间颇有作为，勵精圖治。

## 陵墓
周明帝死后葬昭陵，具体位置不详。北周武帝孝陵以西已知其为北周重臣葬地，北周诸陵当在咸阳市渭城区底张镇一带。

## 家庭

### 后妃
- 明敬皇后独孤氏
- 徐妃，生宇文賢

### 子女
- 皇太子（558年生），早夭，仅见于《后周明帝诞皇太子恩降诏》
- 宇文賢，北周上柱国、太师、毕赖公
- 酆王宇文貞，581年被杨坚所杀
- 宋王宇文實，过继宇文震，581年被杨坚所杀
- 河南公主，嫁北周仪同三司尉迟敬
- 宇文氏，嫁北周上仪同大将军、幽州刺史、博陵郡公贺兰师

## 影视形象
| 劇名                       | 演員   |
| 《兰陵王》(2013年電視劇)   | 宗峰岩 |
| 《兰陵王妃》(2016年電視劇) | 沈建宏 |
| 《独孤天下》(2018年電視劇) | 邹廷威 |
| 《独孤皇后》(2019年電視劇) | 钱泳辰 |

## 延伸阅读
[在维基数据编辑]
 《周書/卷04》，出自令狐德棻《周書》
 《北史·卷009》，出自李延壽《北史》